# Comté de Big Horn (Montana)
Pour les articles homonymes, voir Comté de Big Horn.
Le comté de Big Horn est un des 56 comtés de l’État du Montana, aux États-Unis. En 2010, la population était de 12 865 habitants. Son siège est Hardin. Le comté a été fondé en 1864. Deux grandes réserves indiennes occupent la grande majorité de la surface du comté. La majeure partie de la zone fait partie de la réserve indienne Crow . 

La pauvreté des réserves affecte le comté, qui est le deuxième comté le plus pauvre de l'État .

## Géolocalisation
| Comté de Yellowstone       | Comté de Treasure          | Comté de Rosebud      |
| Comté de Carbon            | Comté de Big Horn          | Comté de Powder River |
| Comté de Big Horn, Wyoming | Comté de Sheridan, Wyoming |                       |

## Principales villes
- Hardin
- Lodge Grass

## Démographie
| Groupe                           | Comté de Big Horn | Montana | États-Unis |
| -------------------------------- | ----------------- | ------- | ---------- |
| Amérindiens                      | 64,3              | 6,3     | 0,9        |
| Blancs                           | 31,4              | 89,4    | 72,4       |
| Métis                            | 2,6               | 2,5     | 2,9        |
| Autres                           | 1,0               | 0,7     | 6,4        |
| Asiatiques                       | 0,5               | 0,6     | 4,8        |
| Afro-Américains                  | 0,2               | 0,4     | 12,6       |
| Total                            | 100               | 100     | 100        |
|                                  |                   |         |            |
| Hispaniques et Latino-Américains | 4,0               | 2,9     | 16,7       |

Selon l'American Community Survey, en 2010 73,98 % de la population âgée de plus de 5 ans déclare parler l'anglais à la maison, 24,41 % déclare parler le crow ou le cheyenne, 0,62 % le navajo, 0,51 % l'espagnol et 0,48 % une autre langue.